# Lạc tiên
Lạc tiên hay nhãn lồng, người dân Nam Bộ gọi là cây/dây nhãn lồng, dây chùm bao, (danh pháp hai phần: Passiflora foetida), thuộc Họ Lạc tiên (Passifloraceae), là một loại cây có lá và quả ăn được. Cây có nguồn gốc từ tây nam Hoa Kỳ, México, vùng Caribe, Trung Mỹ và Nam Mỹ.
Loài lạc tiên này được du nhập vào các vùng nhiệt đới trên toàn thế giới như Đông Nam Á và Hawaii. Đây là một loài dây leo có quả ăn được.

## Mô tả

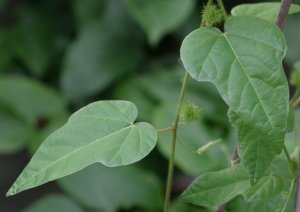
Lá Passiflora foetida

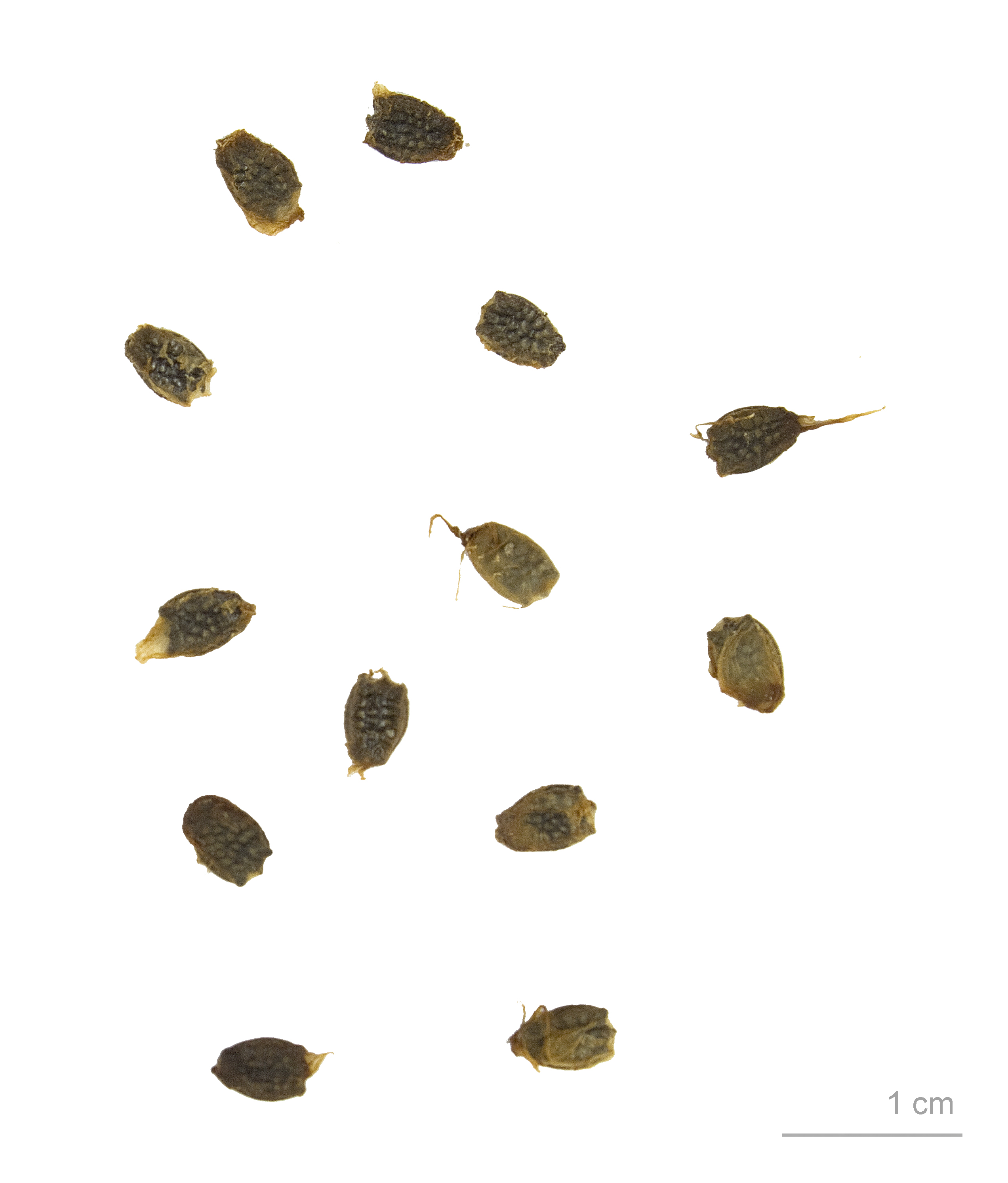
Passiflora foetida - MHNT

Cây dây leo thân cỏ, dài 7 m đến 10 m. Mọc rải rác trong các lùm bụi ven đường, ven rừng, ở độ cao 120 m đến 1000 m.
Thân cây mềm, có nhiều lông. Lá lạc tiên mọc so le, hình tim, dài 6–10 cm, rộng 5–8 cm, mép có lông mịn, cuống lá dài 7–8 cm. Đầu tua cuống thành lò xo.
Hoa đơn độc 5 cánh trắng hay tím nhạt, đường kính 5,5 cm. Cây ra hoa tháng 4 đến tháng 5, có quả tháng 5 đến tháng 7. Quả hình trứng, dài 2–3 cm, khi chín có màu vàng cam đến màu đỏ, có nhiều hạt màu đen.
Lá bắc của cây này có các bẫy bắt côn trùng, trên đó chảy ra chất dính kèm theo enzym tiêu hóa, nhưng người ta chưa biết liệu cây có tiêu hóa côn trùng bị mắc bẫy hay không hay chỉ sử dụng vũ khí này làm cơ chế bảo vệ hoa và quả của cây. Đây vẫn là một chủ đề gây tranh cãi và nghiên cứu của các nhà nghiên cứu về cây ăn thịt.

## Sử dụng
Ngọn và lá non làm rau. Quả chín ăn được, có tác dụng an thần, điều kinh, chữa ho, phù thũng, suy nhược thần kinh. Lá và thân cây cũng có nhiều tác dụng dược lý.

## Phân loại
Lạc tiên còn có nhiều thứ nhỏ nữa:
1. Passiflora foetida var. foetida
2. Passiflora foetida var. ciliata
3. Passiflora foetida var. lanuginosa
4. Passiflora foetida var. salvadorensis

## Một vài hình ảnh

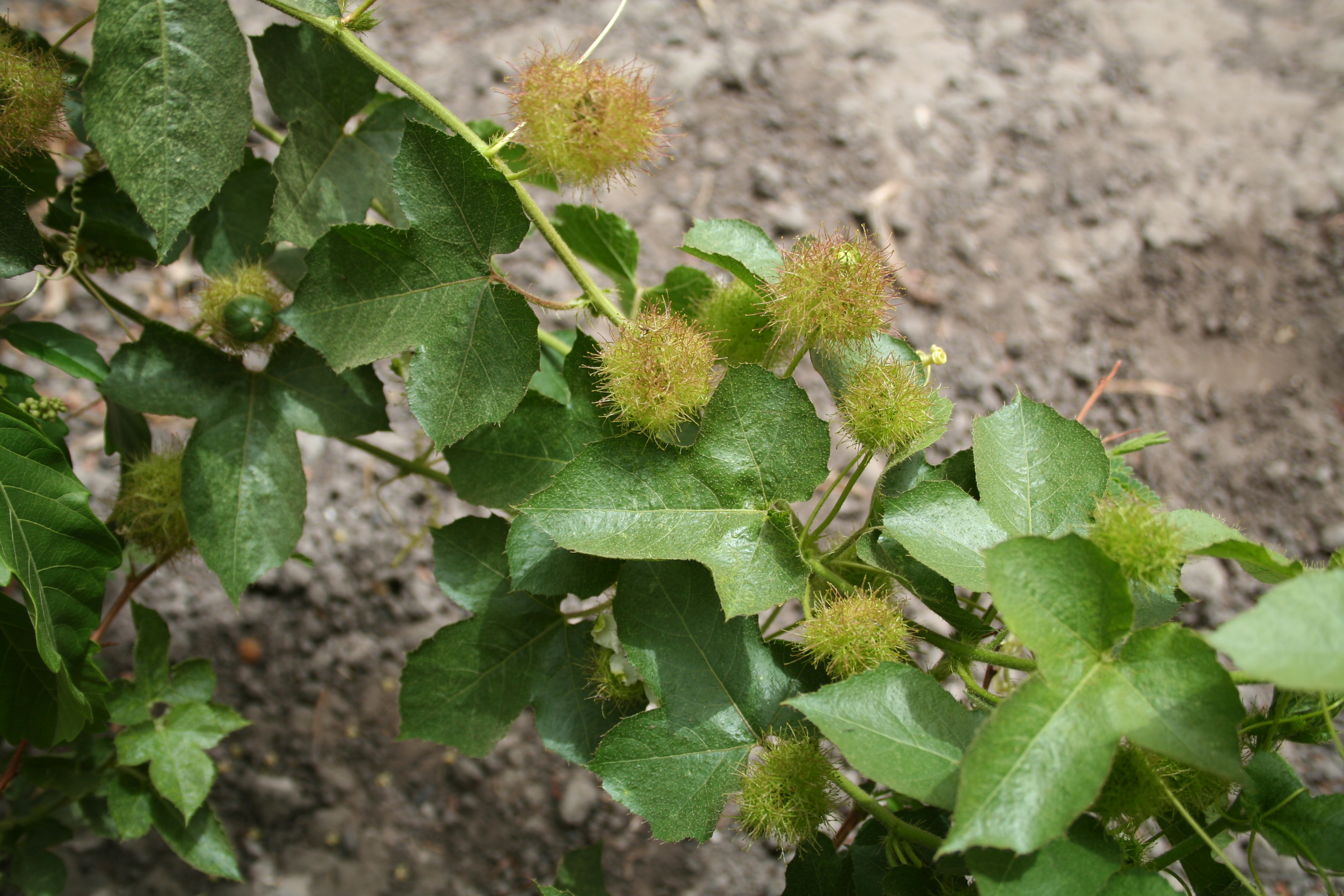
Lạc tiên
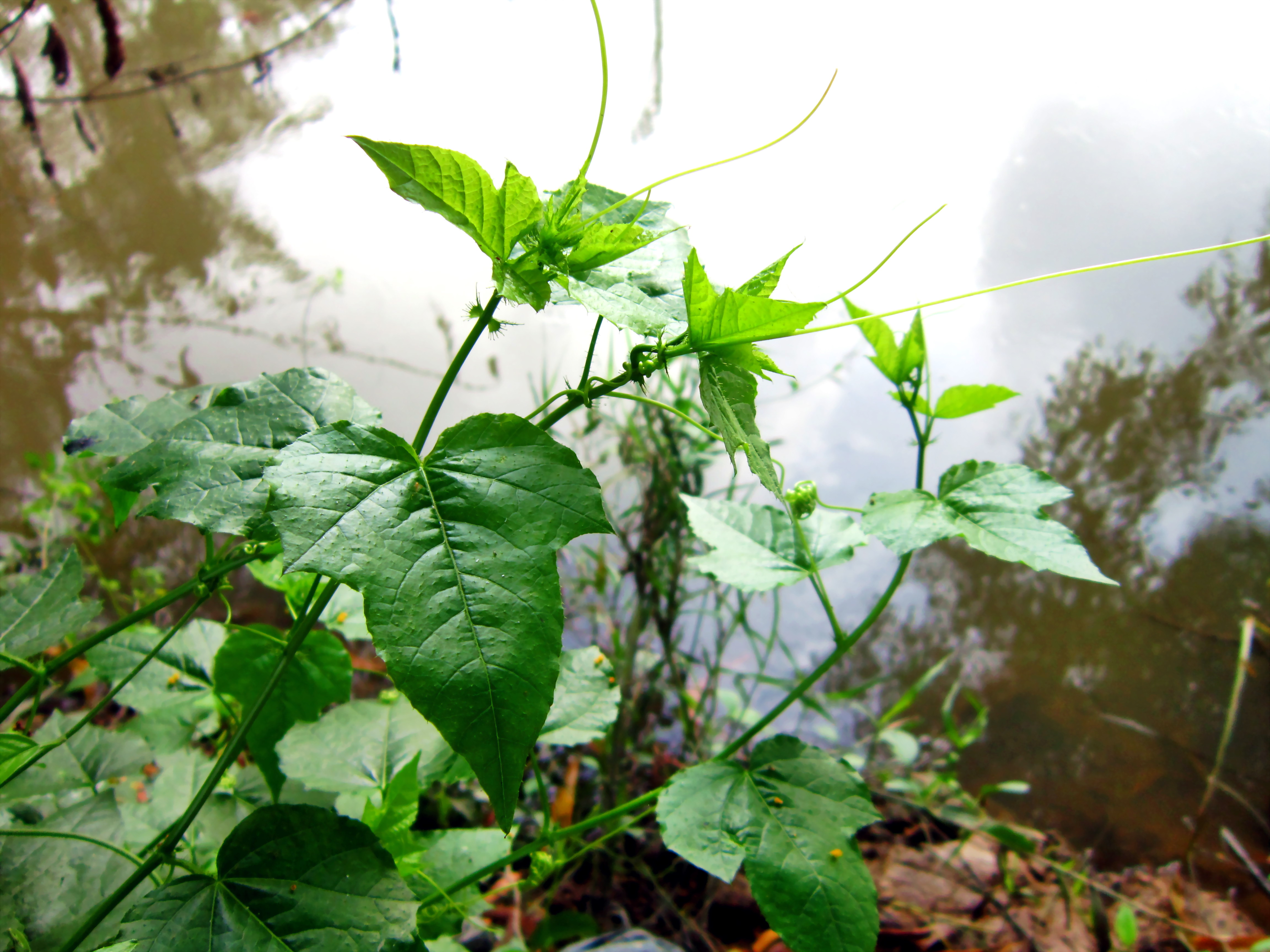
Lá. Người ta thường hái phần đọt để luộc hay nấu canh.
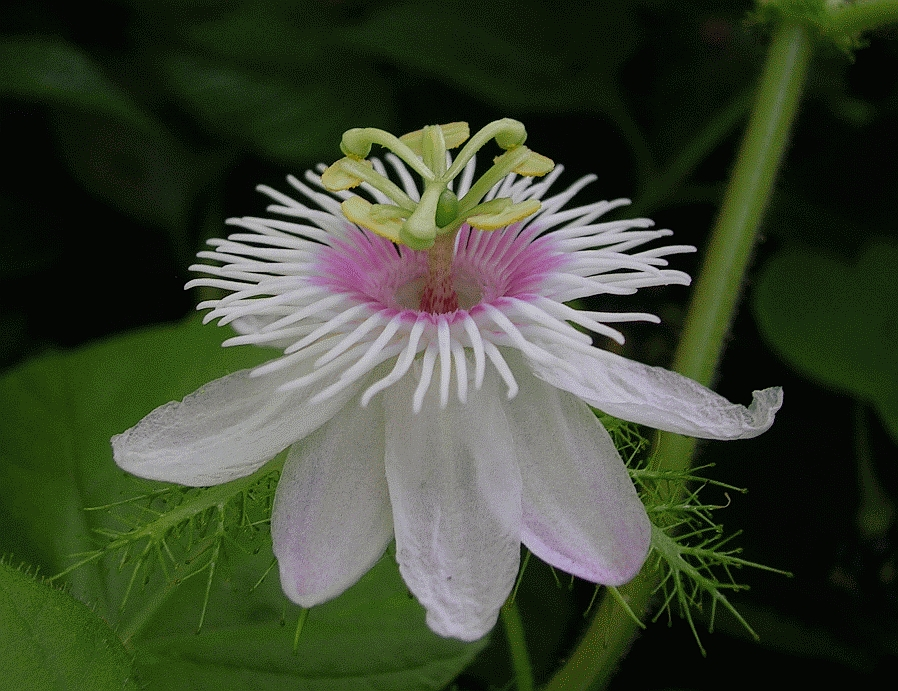
Hoa có cánh màu tím nhạt
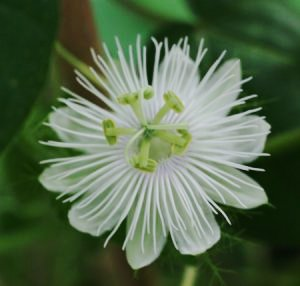
Hoa có cánh trắng
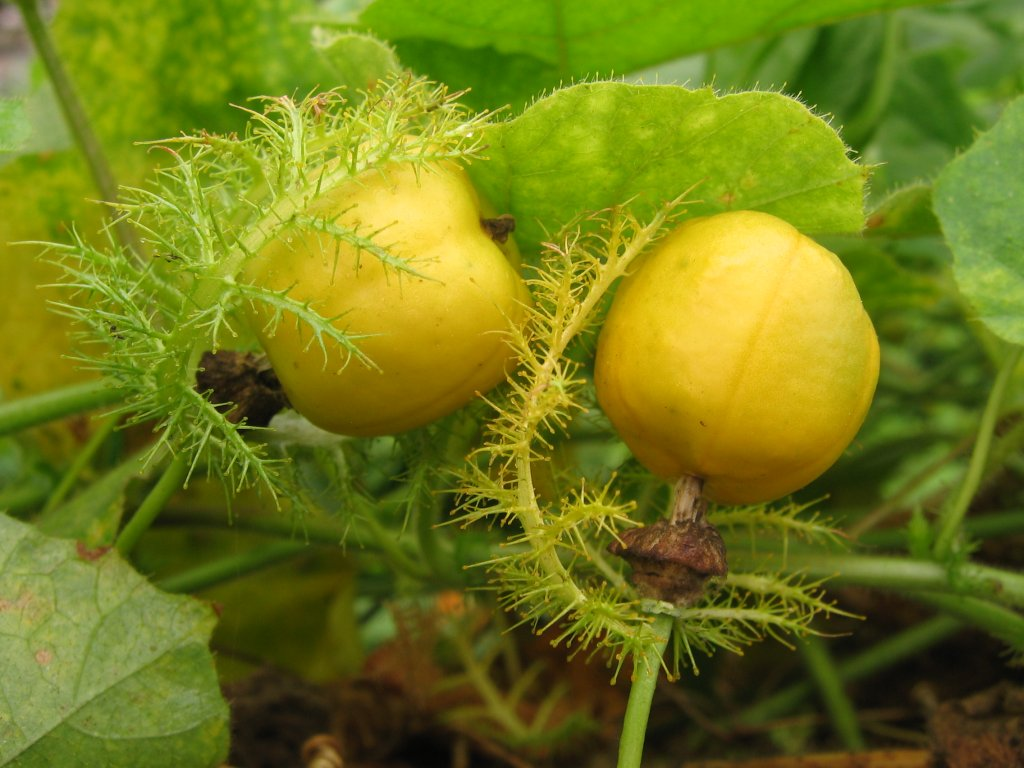
Quả
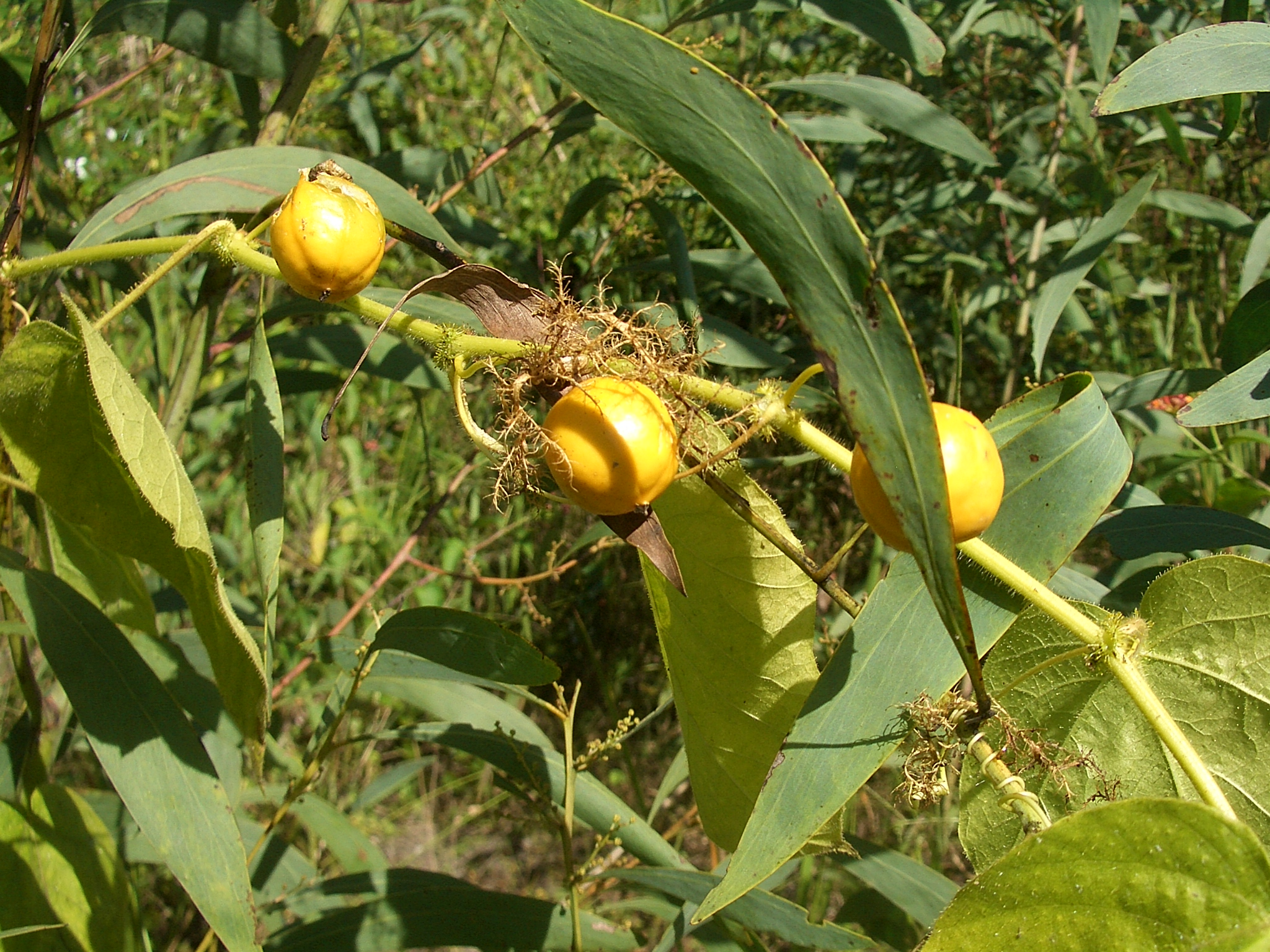
Quả
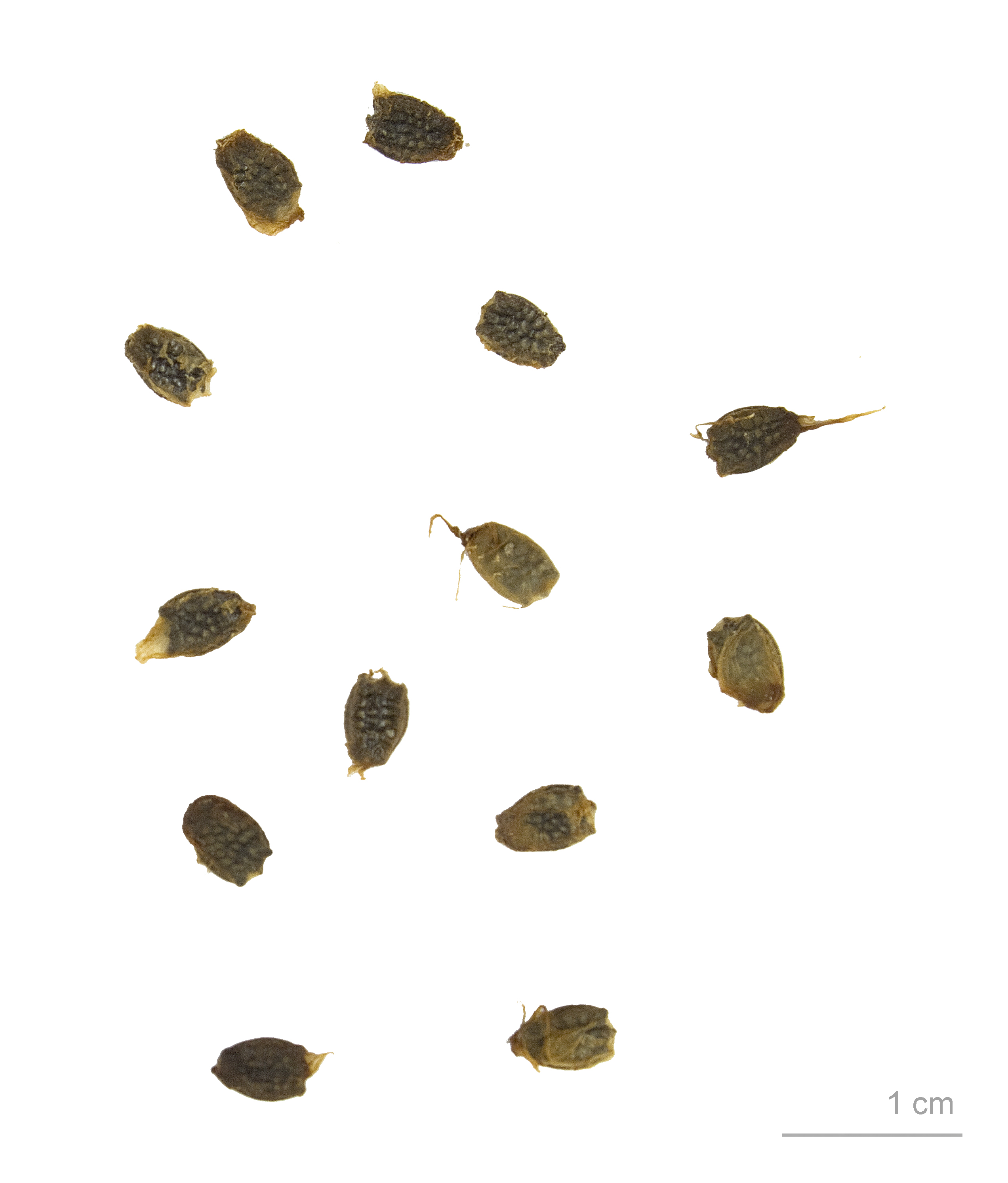
Hạt